# Theodor Kaeswurm

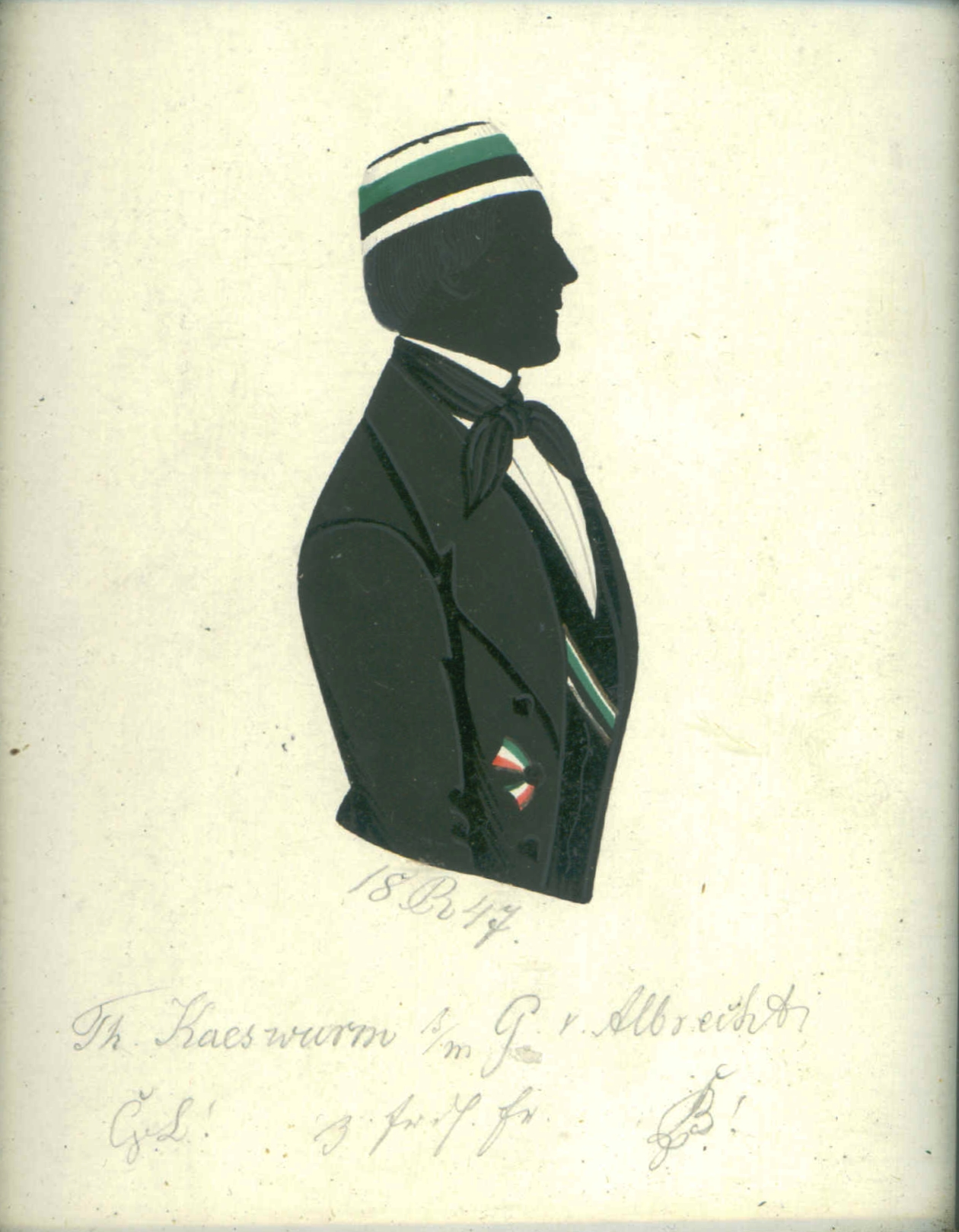
Theodor Kaeswurm als Student

Theodor Kaeswurm (* 2. Oktober 1825; † 1883) war ein deutscher Rittergutsbesitzer und Parlamentarier.

## Leben
Kaeswurm studierte an der Albertus-Universität Königsberg und der Ruprecht-Karls-Universität Heidelberg. 1845 wurde er Mitglied des Corps Littuania und des Corps Litthuania Königsberg. 1846 schloss er sich in Heidelberg den Corps Helvetia und Saxo-Borussia an. Nach dem Studium wurde er Besitzer des Ritterguts Puspern bei Gumbinnen. Er war Aktionär und Aufsichtsratsmitglied der Gumbinner Aktienbrauerei.
Von 1869 bis 1873 saß Kaeswurm als Abgeordneter des Wahlkreises Gumbinnen 3 (Gumbinnen, Insterburg) im Preußischen Abgeordnetenhaus. Er gehörte der Fraktion der Deutschen Fortschrittspartei an.